# لوکا استوجانوویچ
لوکا استوجانوویچ (سیریلیک صربی: Лука Стојановић؛ زادهٔ ۴ ژانویهٔ ۱۹۹۴) بازیکن فوتبال اهل صربستان است.
از باشگاه‌هایی که در آن بازی کرده‌است می‌توان به باشگاه فوتبال اسپورتینگ سی‌پی بی و باشگاه فوتبال آپولون لیماسول اشاره کرد.
وی همچنین در تیم ملی فوتبال زیر ۱۷ سال صربستان بازی کرده‌است.